# Marilândia
Marilândia est une municipalité brésilienne située dans l'État de l'Espirito Santo.